# 5018 Tenmu
5018 Tenmu è un asteroide della fascia principale. Scoperto nel 1977, presenta un'orbita caratterizzata da un semiasse maggiore pari a 2,1581799 UA e da un'eccentricità di 0,0590890, inclinata di 3,40891° rispetto all'eclittica.